# ناصر رستگارنژاد
ناصر رستگارنژاد (۳ اردیبهشت ۱۳۱۸ – ۲۲ آذر ۱۳۹۷) ترانه‌سرا و آهنگساز ایرانی بود.
نام او با ترانه‌های شانه، مهتاب،‌ رقیب و شب بود، بیابان بود پیوند خورده‌است.

## زندگی هنری
رستگارنژاد در شهر رشت متولد شد. او فراگیری موسیقی را از سال‌های کودکی آغاز می‌کند. از ۱۴ سالگی نزد کریم سرخوش و پس از او نزد پسرش ابراهیم سرخوش، آموزش موسیقی را پی می‌گیرد.
وی در ۱۷ سالگی اولین ترانه خود را برای احمد ابراهیمی از خوانندگان آن زمان رادیو می‌سازد. پس از آن با تشویق استادش آهنگ شب‌های میگون را برای خانم لیلی قوانلو با نام هنری غزال ساخت. سپس به ساخت ترانه‌های بیشتری در رادیو نیرو هوایی و رادیو ایران ادامه داد و عضو شورای نویسندگان رادیو ایران شد. او طی مدت کوتاه فعالیت هنری خود در حدود ۳۸۰ ترانه تصنیف کرد که توسط بسیاری از خوانندگان مشهور آن دوران مانند: ویگن، پوران، دلکش، الهه، جبلی، عباس مهرپویا، شمس و … اجرا شد.
رستگارنژاد دوست صمیمی پوران و همسر اول او عباس شاپوری، آهنگ‌ساز ترانه‌های مشهوری چون نیلوفر بود و به واسطه همین دوستی، ترانه‌هایی مانند خزر، طلیعه، افسونگر، شانه و شب بود، بیابان بود با صدای پوران به اجرا رسید.
ترانهٔ مهتاب، رقیب، شانه، به‌خاطر تو، گلی به جمالت و … با صدای ویگن نیز از آثار ماندگار رستگارنژاد است.
در اوایل دهه ۶۰ میلادی فستیوال موسیقی ملل در ایران و در تالار رودکی برگزار شد. از جمله مدعوین،  هنری کاول رئیس بخش موسیقی دانشگاه کلمبیا بود. ناصر رستگارنژاد به خاطر آشنایی با زبان انگلیسی عهده‌دار میزبانی او می‌شود. هنری کاول شیفته کارهای رستگارنژاد و اطلاعات او در زمینه موسیقی می‌شود. از او درخواست می‌کند تا برای تدریس و سخنرانی به آمریکا بیاید. مدتی بعد وی به علت درگیری با یکی از مقامات آن روزگار جلای وطن می‌کند و به اتریش و نزد لوریس چکناوریان می‌آید.
پس از آن در دسامبر ۱۹۶۳ به ایالات متحده آمریکا و دانشگاه کلمبیا رفته و برای مدت شش ماه میهمان آن دانشگاه بوده‌است. او کنسرتی نیز در کارنگی هال نیویورک اجرا کرد که بلافاصله از طرف محمود فروغی، سفیر وقت ایران در آمریکا مورد قدردانی قرار می‌گیرد و روزنامه نیویورک تایمز نیز با انتشار مطلبی از وی تمجید می‌کند.
رستگارنژاد از آن تاریخ تا پایان عمر، ساکن آمریکا بود و طی این مدت در دانشگاه‌های کلمبیا، نیویورک و پرینستون به تدریس ادبیات و موسیقی ایرانی اشتغال داشت و تقدیرنامه‌های زیادی از دانشگاه‌ها و روزنامه‌ها و مجلات معتبر دریافت کرد.
رستگار نژاد در سال‌های پایانی زندگی، روزهای آرامی را در شهر کوچکی در شمال کالیفرنیا گذراند. پس از مهاجرت‌اش با آن که بارها از او خواسته شد و به او اصرار کردند دیگر آهنگ نساخت. به‌جز آلبومی به‌نام چشمان سیاه باصدای شهلا رضوانی و سازآرایی منوچهر چشم‌آذر که به‌صورت کاملا محدود عرضه شد و پس از آن بود که از دنیای موسیقی کناره گرفت. او در سال‌های آخر زندگی بیشتر وقت خود را صرف کلاس‌ها و جلسات تفسیر شعر بزرگان ادبیات ایران کرد.
ناصر رستگارنژاد علاوه بر آنکه سنتور می‌نواخت، به غزل سرایی نیز می‌پرداخت و با نام «رستی» تخلص می‌کرد. از جمله شعری که در جواب شعر سیمین بهبهانی دربارهٔ صفحه قدیمی گرامافون سرود و باعث شد خانم بهبهانی در جواب اش بگوید: … شعرت را خواندم و حیرت کردم که چرا با این قدرت و با این ذوق سرشار آنقدر کم‌کار می‌کنی و کم منتشر می‌کنی …
| قاصدک بگوی به سیمین شعرهای تازه بگوید        |  | ببینمش که رخش سخن را می‌رود به قله رساند      |
| بوسه زن به رویش و برگیر از دلش غبار زمانه    |  | باز هم ز صفحه لاکی التماس کن که بخواند       |
| صفحه شکسته لاکی جان من فدای صدایت            |  | بی‌تو هرچه هست سکوت است این فقط صداست که ماند |
| ذوق نیمه خامش (رستی) از تو جان تازه گرفته‌است |  | تا مگر سخن به درستی در مقام شعر نشاند        |

اکثر ترانه‌های ناصر رستگارنژاد، تجسمی و تصویری است و به راحتی می‌توان آن‌ها را مجسم کرد. یکی از بارزترین مثال‌ها برای این‌گونه آهنگ‌ها ترانه «شب بود، بیابان بود» است که از ترانه‌های مشهور آن روزگار بود و استقبال زیادی از آن شد. او در مورد حال و هوای سروده شدن این ترانه چنین گفته‌است: شبی با خانمی در بیرون از شهر بودیم و باران سختی می‌بارید. کتم را از تن درآوردم و او را که احساس سرما می‌کرد پوشاندم.
او ادامه می‌دهد: حالتی که آن شب بر ما گذشت باعث ساخته شدن این ترانه شد که با صدای پوران اجرا شد و بعدها فریدون فرخزاد ـ بدون اجازه من ـ آن را بازخوانی کرد. این ترانه اجراهای متفاوتی توسط پوران در متن ترانه داشته که به نظر می‌رسد برای جلوگیری از برداشت‌های احتمالی اعمال شده‌است.
شب بو، بیابان بو، زمستان بو
بوران بو، درنده فراوان بو
من بوم و می دلبر جانان بو
از سردی می دوش رو بی جان بو
...
- اجرای رادیو ملی ایران:

شب بود و تاریک و بیابان بود
باران است، سرمای زمستان بود
یارم در آغوشم هراسان بود
از سردی افسرده و بی جان بود
در فکر آن سیمین بر خوشگل
...
- نسخه ضبط شده روی صفحه:

| شب بود بیابان بود زمستان بود       |  | بوران بود سرمای فراوان بود      |
| یارم در آغوشم هراسان بود           |  | از سردی افسرده و بی‌جان بود      |
| در فکر آن سیمین‌بر خوشگل            |  | از جسم و جان خود بودم غافل      |
| می‌کوشیدم بهرش از جان و دل          |  | می‌بردمش با خود سوی منزل         |
| گیسویش از باد و باران گشته آشفته   |  | در مویش گویی مروارید غلتان سفته |
| طی شد راه دشوار، آخر بر من و یار   |  | با بوسه‌ای گرمی به او دادم       |
| با لب‌های چون قند، بر رویم زد لبخند |  | برد آن همه رنج و غم از یادم     |

## ترانه‌شناسی
| ترانه              | خواننده      | ترانه‌سرا        | آهنگ‌ساز     | تنظیم            |
| ------------------ | ------------ | --------------- | ----------- | ---------------- |
| مهتاب              | ویگن         | ناصر رستگارنژاد | ویگن        | نیکول الوندی     |
| مهتاب              | ویگن         | ناصر رستگارنژاد | ویگن        | ویگن             |
| مهتاب              | ویگن         | ناصر رستگارنژاد | ویگن        | ناصر چشم‌آذر      |
| مهتاب              | ویگن         | ناصر رستگارنژاد | ویگن        | آندرانیک         |
| کنج تنهایی         | ویگن و دلکش  | ناصر رستگارنژاد | دلکش        | ناصر زرآبادی     |
| سلام بر غم         | ویگن         | ناصر رستگارنژاد | اسپانیایی   | نیکول الوندی     |
| منیره              | ویگن         | ناصر رستگارنژاد | اسپانیایی   | نیکول الوندی     |
| گمشده              | ویگن         | ناصر رستگارنژاد | اقتباسی     | نیکول الوندی     |
| هوس                | ویگن         | ناصر رستگارنژاد | اقتباسی     | عطاالله خرم      |
| به‌خاطر تو          | ویگن         | ناصر رستگارنژاد | ویگن        | ویگن             |
| رقیب               | ویگن         | ناصر رستگارنژاد | عطاالله خرم | عطاالله خرم      |
| رقیب               | ویگن و دلکش  | ناصر رستگارنژاد | عطاالله خرم | ارکستر رادیو     |
| اختر من            | ویگن         | ناصر رستگارنژاد | محمد وحیدی  | محمد وحیدی       |
| موج مستی           | ویگن         | ناصر رستگارنژاد | انگلیسی     |                  |
| گلی به جمالت       | ویگن         | ناصر رستگارنژاد | ویگن        | آندرانیک         |
| شانه               | ویگن و پوران | ناصر رستگارنژاد | عربی        | انوشیروان روحانی |
| شب بود، بیابان بود | پوران        | ناصر رستگارنژاد | آرژانتینی   |                  |
| خزر                | پوران        | ناصر رستگارنژاد |             |                  |
| طلیعه              | پوران        | ناصر رستگارنژاد |             |                  |
| افسونگر            | پوران        | ناصر رستگارنژاد |             |                  |
| حکایت شمع          | قاسم جبلی    | ناصر رستگارنژاد | سلمکی       |                  |
| شانه               | قاسم جبلی    | ناصر رستگارنژاد | سلمکی       |                  |
| صدای پا            | عباس مهرپویا | ناصر رستگارنژاد | مهرپویا     |                  |

## درگذشت
ناصر رستگارنژاد روز پنج شنبه ۲۲ آذر ۱۳۹۷ در سن ۷۹ سالگی در کالیفرنیا درگذشت.